# Порт Викторија PV.5a
Порт Викторија PV.5a (енгл. Port Victoria P.V.5a) је британски ловачки авион који је производила фирма Порт (енгл. Port). Први лет авиона је извршен 1918. године. 

Највећа брзина авиона при хоризонталном лету је износила 164 km/h.
Распон крила авиона је био 10,08 метара, а дужина трупа 8,15 метара. Празан авион је имао масу од 894 kg. Нормална полетна маса износила је око 1142 kg.

## Наоружање
| Наоружање авиона: Порт Викторија |                       |
| Ватрено (стрељачко) наоружање    |                       |
| Топ                              |                       |
| Митраљез                         |                       |
| Број и ознака митраљеза          | 1                     |
| Бомбардерско наоружање (бомбе)   |                       |
| Класичне авио бомбе              | до 2 од по 29,5 свака |
| Ракетно наоружање (ракете)       |                       |